# Enrique Barrau

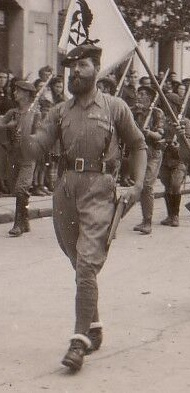
Enrique Barrau Salado.

Enrique Barrau Salado (Sevilla, 31 de mayo de 1912 - Sevilla, 4 de octubre de 1961) fue un militar y combatiente requeté español.

## Biografía
Enrique Barrau Salado era hijo de Enrique Barrau Grande y de Carmen Salado Yznaga. Su padre, médico oculista y propietario del ferrocarril Sevilla-Alcalá-Carmona, falleció en circunstancias extrañas el 17 de enero de 1930, un día después de vender la propiedad de dicha línea por un millón de pesetas a la Compañía de los Ferrocarriles Andaluces.
La familia materna de Enrique Barrau había militado en el jaimismo. Cuando tenía 17 años, en nombre de su tío José Salado Yznaga y acompañado por su hermano Leoncio, Enrique visitó en su domicilio de Sevilla a Manuel Fal Conde, en aquel entonces jefe regional del Partido Integrista, para ponerse a su disposición si reconocía la legitimidad de Don Jaime. Tras la reunificación de integristas y jaimistas a finales de 1931, Fal Conde sería nombrado jefe regional tradicionalista de Andalucía Occidental por el Marqués de Villores, secretario político del pretendiente.
Enrique Barrau pasó a ser directivo del Centro Tradicionalista de Sevilla y secretario de Fal Conde. En abril de 1933 ambos serían encarcelados por colocar en los balcones del centro un cartel con frases injuriosas para el Gobierno de Azaña con ocasión de las elecciones municipales de 1933.

### Jefe del Primer Requeté de Sevilla
Barrau fue nombrado jefe del Primer Requeté de Sevilla por el jefe regional del Requeté, Luis Redondo. El Requeté sevillano realizaría su primera exhibición de fuerza el 15 de abril de 1934 en la finca de El Quintillo. Como parte del plan de alzamiento para la restauración monárquica que los tradicionalistas planeaban desde el fracaso del golpe del General Sanjurjo, en 1934 organizó una expedición inicial a la Italia de Mussolini para la formación de jóvenes oficiales del Requeté, que se produjo el verano de ese mismo año.
Llegaría a agrupar 300 jóvenes entrenados en la instrucción de combate y en el manejo de armas. Sus trabajos de formación y organización le valieron el reconocimiento del delegado nacional de Requetés, José Luis Zamanillo, así como del propio caudillo de la Comunión Tradicionalista, Don Alfonso Carlos, quien el 20 de marzo de 1936 concedió la Corbata de la Orden de la Legitimidad Proscrita al banderín del primer Requeté de Sevilla.

### Guerra Civil Española
Militar de profesión, antes de iniciarse la guerra era alférez del regimiento de Caballería número 8. Barrau participó en los preparativos inmediatos al alzamiento contra el gobierno para la operación sur del frente de Portugal junto con los capitanes Maristany, García de Paredes, Sicre, Enrile, Bethencourt, Benítez Tatay y los tenientes Marqués de Marchelina y Franco García. Al estallar la Guerra Civil, participó en la operación dispuesta por el General Queipo de Llano para dominar los barrios sevillanos de la Macarena, San Marcos y San Julián. Junto con los primeros legionarios al mando del comandante Castejón, los requetés mandados por Barrau entraron por la puerta de la Macarena y calle de San Luis para dirigirse a Pumarejo.
Barrau hizo la campaña en el Tercio de requetés Virgen de los Reyes y resultaría gravemente herido durante la misma. Se destacó en Riotinto, Ronda, Cerro Muriano, Lopera, vértice Tejonera y otras acciones bélicas en Andalucía, siendo conocido como el «capitán de las barbas». Tras el Decreto de Unificación se mostró leal a Fal Conde, a quien el 19 de noviembre de 1937 escribió:

Por aquí se respira carlismo puro, sin transigir ni un ápice; en esto, aunque pocos, no hay quien pueda con nosotros. Las noches las pasamos en la chimenea, explicando nuestras doctrinas y sin dejar de fomentar el espíritu de la Santa Causa; a eso estamos dedicados todo el día y deseando terminar con los rojos para volver para detrás con los azules. Esto no crea que lo pienso yo; así pensamos todo el Batallón; o mejor, todo el Tercio.

Después de la guerra continuó en el Ejército, retirándose con el rango de comandante de Caballería. A su muerte en 1961, el intelectual carlista Francisco Elías de Tejada publicó una necrología llena de elogios hacia el finado, a quien definió como «un capitán español del viejo estilo de los tercios de Flandes o de Lepanto», con «modales egregios y suaves de un Sancho Dávila o de un Gonzalo de Bracamonte».

## Descendencia
Enrique Barrau se casó con Petra García Vélez, con quien tuvo cinco hijos: Aurelio, Enrique, Petra, Antonio y Carmen. Entre ellos, Antonio y Aurelio Barrau García (†2007) se destacaron por su defensa del tradicionalismo carlista en la Comunión Tradicionalista reorganizada en 1975. Actualmente Antonio Barrau García es primer consejero de la Junta Regional de Andalucía de la Comunión Tradicionalista Carlista y Ángeles Barrau Lena —hija de Aurelio— tesorera de la Junta Regional y consejera nacional del partido.